# Landschaft des Herzogtums Sachsen-Altenburg

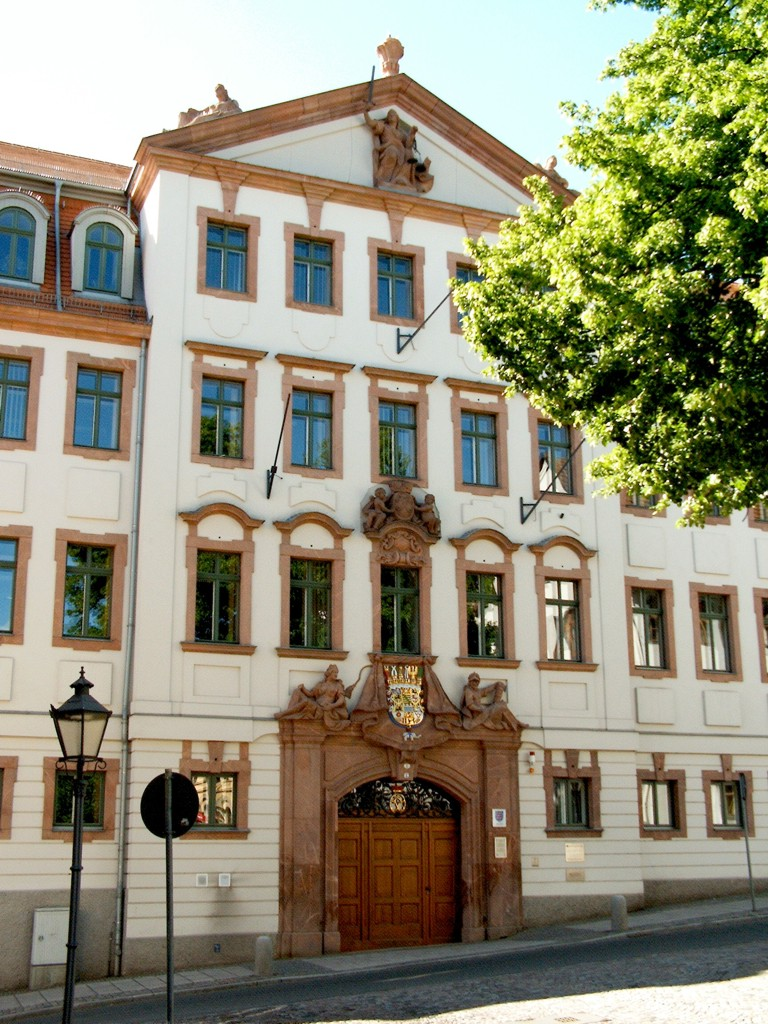
Erster Tagungsort des Landtags, das spätere Amtsgericht Altenburg

Die Landschaft des Herzogtums Sachsen-Altenburg (oder Landstände des Herzogtums Sachsen-Altenburg oder Landtag des Herzogtums Sachsen-Altenburg) war der Landtag des Herzogtums Sachsen-Altenburg.

## Die Landstände im alten Reich
In Sachsen-Altenburg bestanden seit alter Zeit Landstände. 1667 hatte Herzog Friedrich Wilhelm II. in einer Landesordnung diese landständige Ordnung bestätigt. Diese galt bis 1831 weiter. 

## Entstehung
Artikel 13 der Bundesakte regelte, dass die Mitgliedsstaaten des Deutschen Bundes landständige Verfassungen erlassen sollten. Nach der Bildung des Herzogtums Sachsen-Altenburg 1826 wurde diese Verpflichtung zunächst nicht eingelöst. Die Politik der Restauration im Vormärz stand den frühliberalen Verfassungswünschen entgegen. Am 14. September 1830 gab Herzog Friedrich dem Land im Rathaus von Altenburg das Versprechen für ein erstes Grundgesetz, nachdem es in der Residenzstadt unter dem Eindruck der Julirevolution von 1830 zu Straßenkämpfen gekommen war. Mit Dekret vom 29. April 1831 wurde durch Herzog Friedrich das Grundgesetz des Herzogtums Sachsen-Altenburg als Verfassung erlassen. Vorher hatten die alten Landstände auf ihrer letzten Sitzung am 17. Januar 1831 die Verfassung gebilligt. Darin war in der V. Abteilung (§§ 162 ff.) als Volksvertretung die Landschaft vorgesehen.

## 1831 bis zur Märzrevolution
Die Landschaft bestand aus 24 Abgeordneten sowie dem Landschaftspräsidenten. 8 Abgeordnete wurden von den Rittergutsbesitzern (es gab 109 landtagsfähige Rittergüter (1843)) in direkter Wahl bestimmt und 8 Abgeordnete der Städte (2 für Altenburg, je 1 für Ronneburg, Schmölln, Eisenberg und Roda, 1 für Gößnitz und Meuselwitz und 1 für Kahla und Orlamünde) und 8 des Bauernstandes wurden in indirekten Wahlen gewählt.
Seine Kompetenzen waren lediglich beratende und an der Gesetzgebung mitwirkende. Ein Initiativrecht hatte er nicht. Er sollte alle vier Jahre zusammentreten.
Der Landschaftspräsident (Parlamentspräsident) wurde vom Herzog aus den Vertretern der Rittergutsbesitzer ernannt.
Am 11. Juni 1832 trat der erste Landtag erstmals zusammen.

## Von der Märzrevolution zur Reaktion
Unter Herzog Joseph, einem klaren Gegner einer liberalen Politik, hatte der Landtag nur eine Nebenrolle führen können. Mit der Märzrevolution wurde Joseph zum Rücktritt gezwungen und ein neues Wahlrecht für die Landschaft beschlossen.
Am 21. März 1848 trat der (noch nach altem Recht gewählte) Landtag erstmals in öffentlicher Sitzung zusammen. Bisher hatte er nichtöffentlich getagt. Am gleichen Tag war es zu einer großen Volksversammlung gekommen. Diese hatte einen 12-köpfigen Bürgerausschuss gewählt, der einen Entwurf eines liberalen Wahlgesetzes als Eingabe an den Landtag richtete. Bernhard August von Lindenau legte der Kammer einen restriktiveren Gegenentwurf vor, konnte aber nicht verhindern, dass die Kammer mit 14 zu 9 Stimmen am 27. März 1848 ein Wahlgesetz verabschiedete, dass weitgehend dem Entwurf des Bürgerausschusses entsprach.
Nun wurden die Abgeordneten in allgemeiner und direkter Wahl bestimmt.

## Von der Reaktionsära zur Novemberrevolution
Das liberale Wahlrecht endete auch in Sachsen-Altenburg mit dem Sieg der Reaktion. 1850 wurde das Wahlrecht dahingehend geändert, dass die Landschaft sich aus 9 (direkt gewählten) Abgeordneten der Höchstbesteuerten, 9 Abgeordneten der Städte und 12 Abgeordneten der Landbevölkerung zusammensetzte. Die beiden letztgenannten Kurien wurden in sieben Wahlkreisen jeweils in drei nach der Steuerleistung eingeteilten Klassen gewählt.
1857 wurde faktisch das Wahlverfahren von 1831 neu eingeführt.
Das Wahlgesetz vom 31. Mai 1870 veränderte das Wahlrecht radikal. Der Landtag bestand jetzt aus 30 direkt gewählten Abgeordneten: Neun Abgeordnete wurden von der Stadtbevölkerung, zwölf von der Landbevölkerung und neun von den Höchstbesteuerten gewählt. Das passive Wahlrecht hatte jeder steuerpflichtige männliche Staatsbürger, der das 25. Lebensjahr erreicht hat. Die Abgeordneten wurden für drei Jahre gewählt.
Nach der Novemberrevolution 1918 endete das Mandat der Landschaft und die Landesversammlung des Freistaats Sachsen-Altenburg wurde Nachfolgerin als Legislative.

## Gerichtsgebäude
Der Landtag hatte seinen Sitz 1831 bis 1848 im Amts- und Ständehaus in der Burgstraße in Altenburg. Das Gebäude wurde 1725 durch den Barockbaumeister Johann Georg Hellbrunn errichtet und später durch das Amtsgericht genutzt.

## Landschaftspräsidenten
- Bernhard von Lindenau (1831–1848)
- Hans Conon von der Gabelentz (1851–1870)
- Gustav Richard Wagner (1854 und 1870–1879)

## Abgeordnete
- Liste der Mitglieder des Landtags des Herzogtums Sachsen-Altenburg ab 1841
- Liste der Mitglieder des Landtags des Herzogtums Sachsen-Altenburg (1898–1900)
- Liste der Mitglieder des Landtags des Herzogtums Sachsen-Altenburg (1901–1903)
- Liste der Mitglieder des Landtags des Herzogtums Sachsen-Altenburg (1904–1906)
- Liste der Mitglieder des Landtags des Herzogtums Sachsen-Altenburg (1907–1909)